# Stanley-Cup-Playoffs 1953
Die Playoffs um den Stanley Cup des Jahres 1953 begannen am 24. März 1953 und endeten am 16. April 1953 mit dem 4:1-Sieg der Canadiens de Montréal gegen die Boston Bruins. Bei ihrer dritten Finalteilnahme in Serie errangen die Canadiens ihren ersten Titel seit 1946 sowie ihren insgesamt siebten der Franchise-Geschichte. Die Boston Bruins bestritten unterdessen ihr erstes Endspiel seit 1946, in dem sie Montréal mit dem gleichen Endergebnis von 1:4 unterlegen waren. Darüber hinaus stellte Boston in Person von Ed Sandford den Topscorer dieser Playoffs.

## Modus
Für die Playoffs qualifizierten sich die vier besten Teams der Liga. Im Halbfinale standen sich der Erste und der Dritte sowie der Zweite und der Vierte der Abschlusstabelle gegenüber. Die jeweiligen Sieger bestritten anschließend das Stanley-Cup-Finale.
Alle Serien wurden dabei im Best-of-Seven-Modus ausgetragen, das heißt, dass ein Team vier Siege zum Weiterkommen benötigte. Das höher gesetzte Team hatte dabei in den ersten beiden Spielen Heimrecht, die nächsten beiden das gegnerische Team. Sollte bis dahin kein Sieger aus der Runde hervorgegangen sein, wechselte das Heimrecht von Spiel zu Spiel. So hatte die höher gesetzte Mannschaft in den Spielen 1, 2, 5 und 7, also vier der maximal sieben Spiele, einen Heimvorteil.
Bei Spielen, die nach der regulären Spielzeit von 60 Minuten unentschieden blieben, folgte die Overtime. Sie endete durch das erste erzielte Tor (Sudden Death).

## Qualifizierte Teams
- (1) Detroit Red Wings
- (2) Canadiens de Montréal
- (3) Boston Bruins
- (4) Chicago Black Hawks

## Playoff-Baum
|  | Halbfinale | Halbfinale            | Halbfinale |  |  | Stanley-Cup-Finale | Stanley-Cup-Finale    | Stanley-Cup-Finale |
|  |            |                       |            |  |  |                    |                       |                    |
|  |            |                       |            |  |  |                    |                       |                    |
|  | 1          | Detroit Red Wings     | 2          |  |  |                    |                       |                    |
|  | 3          | Boston Bruins         | 4          |  |  |                    |                       |                    |
|  |            |                       |            |  |  | 3                  | Boston Bruins         | 1                  |
|  |            |                       |            |  |  | 2                  | Canadiens de Montréal | 4                  |
|  | 2          | Canadiens de Montréal | 4          |  |  |                    |                       |                    |
|  | 4          | Chicago Black Hawks   | 3          |  |  |                    |                       |                    |
|  |            |                       |            |  |  |                    |                       |                    |

## Halbfinale

### (1) Detroit Red Wings – (3) Boston Bruins
| 24. März 1953 | Detroit Red Wings Marty Pavelich (2:39) Ted Lindsay (8:45) Marty Pavelich (9:16) Alex Delvecchio (28:52) Metro Prystai (45:54) Johnny Wilson (46:53) Ted Lindsay (56:04) | 7:0 (3:0, 1:0, 3:0) Spielbericht Stand: 1:0 | Boston Bruins | Detroit Olympia, Detroit, Michigan |

| 26. März 1953 | Detroit Red Wings Gordie Howe (8:54) Metro Prystai (57:38) Metro Prystai (58:08) | 3:5 (1:2, 0:1, 2:2) Spielbericht Stand: 1:1 | Boston Bruins Fleming Mackell (7:56) Dave Creighton (14:09) Joe Klukay (22:10) Johnny Peirson (50:04) Dave Creighton (52:58) | Detroit Olympia, Detroit, Michigan |

| 29. März 1953 | Boston Bruins Ed Sandford (11:27) Jack McIntyre (72:29) | 2:1 n. V. (1:0, 0:1, 0:0, 1:0) Spielbericht Stand: 2:1 | Detroit Red Wings Tony Leswick (30:54) | Boston Garden, Boston, Massachusetts |

| 31. März 1953 | Boston Bruins Ed Sandford (2:45) Jack McIntyre (13:12) Milt Schmidt (26:05) Jack McIntyre (30:37) Dave Creighton (31:22) Ed Sandford (52:55) | 6:2 (2:0, 3:2, 1:0) Spielbericht Stand: 3:1 | Detroit Red Wings Metro Prystai (34:27) Alex Delvecchio (35:48) | Boston Garden, Boston, Massachusetts |

| 2. April 1953 | Detroit Red Wings Ted Lindsay (0:23) Bob Goldham (0:55) Benny Woit (3:45) Gordie Howe (28:42) Johnny Wilson (31:32) Glen Skov (49:54) | 6:4 (3:0, 2:1, 1:3) Spielbericht Stand: 2:3 | Boston Bruins Ed Sandford (29:02) Ed Sandford (41:54) Milt Schmidt (51:57) Milt Schmidt (56:46) | Detroit Olympia, Detroit, Michigan |

| 5. April 1953 | Boston Bruins Ed Sandford (3:41) Johnny Peirson (31:36) Fleming Mackell (51:19) Leo Labine (57:36) | 4:2 (1:0, 1:1, 2:1) Spielbericht Stand: 4:2 | Detroit Red Wings Reg Sinclair (38:05) Ted Lindsay (53:27) | Boston Garden, Boston, Massachusetts |

### (2) Canadiens de Montréal – (4) Chicago Black Hawks
| 24. März 1953 | Canadiens de Montréal Bernie Geoffrion (34:55) Émile Bouchard (44:29) Paul Meger (57:54) | 3:1 (0:0, 1:1, 2:0) Spielbericht Stand: 1:0 | Chicago Black Hawks Gerry Couture (33:34) | Forum de Montréal, Montréal, Québec |

| 26. März 1953 | Canadiens de Montréal Floyd Curry (5:17) Dickie Moore (32:32) Bernie Geoffrion (38:08) Dick Gamble (39:02) | 4:3 (1:3, 3:0, 0:0) Spielbericht Stand: 2:0 | Chicago Black Hawks Jim McFadden (2:35) George Gee (5:29) Jim McFadden (6:58) | Forum de Montréal, Montréal, Québec |

| 29. März 1953 | Chicago Black Hawks Bill Mosienko (58:03) Al Dewsbury (65:18) | 2:1 n. V. (0:0, 0:1, 1:0, 1:0) Spielbericht Stand: 1:2 | Canadiens de Montréal Bernie Geoffrion (34:53) | Chicago Stadium, Chicago, Illinois |

| 31. März 1953 | Chicago Black Hawks Bill Mosienko (22:57) Vic Lynn (52:28) Jim McFadden (59:56) | 3:1 (0:1, 1:0, 2:0) Spielbericht Stand: 2:2 | Canadiens de Montréal Bert Olmstead (11:12) | Chicago Stadium, Chicago, Illinois |

| 2. April 1953 | Canadiens de Montréal Maurice Richard (24:53) Tom Johnson (54:36) | 2:4 (0:3, 1:1, 1:0) Spielbericht Stand: 2:3 | Chicago Black Hawks Fred Hucul (4:00) Bill Mosienko (6:59) Gus Bodnar (11:26) Gus Mortson (38:48) | Forum de Montréal, Montréal, Québec |

| 4. April 1953 | Chicago Black Hawks | 0:3 (0:1, 0:2, 0:0) Spielbericht Stand: 3:3 | Canadiens de Montréal Bernie Geoffrion (5:59) Maurice Richard (23:23) Ken Mosdell (36:20) | Chicago Stadium, Chicago, Illinois |

| 7. April 1953 | Canadiens de Montréal Bernie Geoffrion (1:38) Eddie Mazur (35:36) Maurice Richard (44:51) Eddie Mazur (53:55) | 4:1 (1:0, 1:1, 2:0) Spielbericht Stand: 4:3 | Chicago Black Hawks Bill Mosienko (34:16) | Forum de Montréal, Montréal, Québec |

## Stanley-Cup-Finale

### (2) Canadiens de Montréal – (3) Boston Bruins
| 9. April 1953 | Canadiens de Montréal Dickie Moore (13:42) Ken Mosdell (22:37) Floyd Curry (36:05) Maurice Richard (51:12) | 4:2 (1:1, 2:0, 1:1) Spielbericht Stand: 1:0 | Boston Bruins Bob Armstrong (2:08) Johnny Peirson (50:11) | Forum de Montréal, Montréal, Québec |

| 11. April 1953 | Canadiens de Montréal Bert Olmstead (21:36) | 1:4 (0:2, 1:1, 0:1) Spielbericht Stand: 1:1 | Boston Bruins Leo Labine (3:53) Ed Sandford (18:13) Ed Sandford (27:26) Milt Schmidt (55:43) | Forum de Montréal, Montréal, Québec |

| 12. April 1953 | Boston Bruins | 0:3 (0:1, 0:1, 0:1) Spielbericht Stand: 1:2 | Canadiens de Montréal Tom Johnson (11:53) Paul Masnick (26:30) Ken Mosdell (51:27) | Boston Garden, Boston, Massachusetts |

| 14. April 1953 | Boston Bruins Dave Creighton (18:22) Milt Schmidt (47:23) Jack McIntyre (56:25) | 3:7 (1:3, 0:1, 2:3) Spielbericht Stand: 1:3 | Canadiens de Montréal Lorne Davis (3:23) Maurice Richard (10:58) Dickie Moore (16:40) Bernie Geoffrion (38:58) Maurice Richard (45:33) Calum MacKay (57:59) Maurice Richard (58:27) | Boston Garden, Boston, Massachusetts |

| 16. April 1953 | Canadiens de Montréal Elmer Lach (61:22) | 1:0 n. V. (0:0, 0:0, 0:0, 1:0) Spielbericht Stand: 4:1 | Boston Bruins | Forum de Montréal, Montréal, Québec |

### Stanley-Cup-Sieger
| Stanley-Cup-Sieger Canadiens de Montréal | Torhüter: Gerry McNeil, Jacques Plante Verteidiger: Émile Bouchard (C), Doug Harvey, Tom Johnson, Dollard St. Laurent, Bud MacPherson, Eddie Mazur Angreifer: Floyd Curry, Lorne Davis, Dick Gamble, Bernie Geoffrion, Elmer Lach, Calum MacKay, Paul Masnick, John McCormack, Paul Meger, Dickie Moore, Ken Mosdell, Bert Olmstead, Billy Reay, Maurice Richard Cheftrainer: Dick Irvin General Manager: Frank J. Selke |

## Beste Scorer
Abkürzungen: GP = Spiele, G = Tore, A = Assists, Pts = Punkte, PIM = Strafminuten; Fett: Bestwert
| Spieler          | Team     | GP | G | A | Pts | PIM |
| ---------------- | -------- | -- | - | - | --- | --- |
| Ed Sandford      | Boston   | 11 | 8 | 3 | 11  | 11  |
| Bernie Geoffrion | Montréal | 12 | 6 | 4 | 10  | 12  |
| Dave Creighton   | Boston   | 11 | 4 | 5 | 9   | 10  |
| Johnny Peirson   | Boston   | 11 | 3 | 6 | 9   | 2   |
| Fleming Mackell  | Boston   | 11 | 2 | 7 | 9   | 7   |
| Maurice Richard  | Montréal | 12 | 7 | 1 | 8   | 2   |
| Metro Prystai    | Detroit  | 6  | 4 | 4 | 8   | 2   |
| Ted Lindsay      | Detroit  | 6  | 4 | 4 | 8   | 6   |
| Johnny Wilson    | Detroit  | 6  | 2 | 5 | 7   | 0   |
| Gordie Howe      | Montréal | 6  | 2 | 5 | 7   | 2   |

## Beste Torhüter
Die kombinierte Tabelle zeigt die jeweils drei besten Torhüter in den Kategorien Gegentorschnitt und Fangquote sowie die jeweils Führenden in den Kategorien Shutouts und Siege.
Abkürzungen: GP = Spiele, Min = Eiszeit (in Minuten), W = Siege, L = Niederlagen, GA = Gegentore, SO = Shutouts, Sv% = gehaltene Schüsse (in %), GAA = Gegentorschnitt; Fett: Bestwert; Sortiert nach Gegentorschnitt.
Erfasst werden nur Torhüter mit 120 absolvierten Spielminuten.
| Spieler        | Team     | GP | Min    | W | L | GA | SO | Sv%  | GAA  |
| -------------- | -------- | -- | ------ | - | - | -- | -- | ---- | ---- |
| Jacques Plante | Montréal | 4  | 240:00 | 3 | 1 | 7  | 1  | 91,1 | 1,75 |
| Gerry McNeil   | Montréal | 8  | 486:10 | 5 | 3 | 15 | 2  | 92,8 | 1,85 |
| Al Rollins     | Chicago  | 7  | 425:18 | 3 | 4 | 18 | 0  | 92,6 | 2,54 |
| Jim Henry      | Boston   | 9  | 510:29 | 4 | 4 | 26 | 0  | 92,1 | 3,06 |